# Финнеран, Шивон
Шиво́н Фи́ннеран (англ. Siobhan Finneran; род. 2 января 1966) — британская актриса кино и телевидения.

## Биография
Шивон Финнеран родилась 2 января 1966 года в Олдеме. Дебютом Шивон стала главная роль в фильме 1986 года «Рита, Сью и Боб тоже». В 2007 году актриса присоединилась к основному актёрскому составу телесериала «Всё включено». В 2010 году Финнеран получила роль мисс О'Брайан в телесериале «Аббатство Даунтон». С 2012 года Финнеран играет главную роль в телевизионной драме «Синдикат».
С 1997 года Шивон Финнеран замужем за актёром Марком Джордоном. В браке у супругов родилось двое детей, Джозеф и Поппи.

## Фильмография
| Год       |   | Русское название     | Оригинальное название | Роль            |
| --------- | - | -------------------- | --------------------- | --------------- |
| 1986      | ф | Рита, Сью и Боб тоже | Rita, Sue and Bob Too | Рита            |
| 1989      | с | Улица Коронации      | Coronation Street     | Джози Филипс    |
| 1998      | с | Ферма Эммердейл      | Emmerdale Farm        | Хизер Хатчинсон |
| 2010—2012 | с | Аббатство Даунтон    | Downton Abbey         | Сара О'Брайан   |
| 2020      | с | Незнакомка           | The Stranger          | Джоанна Гриффин |